# Кубок Фарерських островів з футболу 2022
Кубок Фарерських островів з футболу 2022 — 68-й розіграш кубкового футбольного турніру на Фарерських островах. Титул вшосте здобув Вікінгур.

## Календар
| Раунд            | Дата                    | Матчі | Клуби   |
| ---------------- | ----------------------- | ----- | ------- |
| Попередній раунд | 2-3 квітня 2022         | 2     | 18 → 16 |
| 1/8 фіналу       | 14 квітня 2022          | 8     | 16 → 8  |
| 1/4 фіналу       | 18 травня 2022          | 4     | 8 → 4   |
| 1/2 фіналу       | 7 вересня/5 жовтня 2022 | 4     | 4 → 2   |
| Фінал            | 29 жовтня 2022          | 1     | 2 → 1   |

## Попередній раунд
| Команда 1     | Рахунок | Команда 2    |
| ------------- | ------- | ------------ |
| 2 квітня 2022 |         |              |
| Гойвік (3)    | 8:0     | Мідвагур (4) |
| 3 квітня 2022 |         |              |
| Сувурой (3)   | 5:0     | Ройн (4)     |

## 1/8 фіналу
| Команда 1        | Рахунок | Команда 2      |
| ---------------- | ------- | -------------- |
| 14 квітня 2022   |         |                |
| Вікінгур         | 4:0     | Ундрід (2)     |
| Фуглафйордур (2) | 4:0     | Б71 Сандур (2) |
| АБ Аргир         | 4:2 дч  | Б68 Тофтір     |
| ГБ Торсгавн      | 9:1     | Сувурой (3)    |
| Творойрі (2)     | 4:0     | Гойвік (3)     |
| ЕБ/Стреймур      | 2:4 дч  | 07 Вестур      |
| НСІ Рунавік      | 1:4     | Б36 Торсгавн   |
| Скала            | 0:3     | Клаксвік       |

## 1/4 фіналу
| Команда 1      | Рахунок | Команда 2        |
| -------------- | ------- | ---------------- |
| 18 травня 2022 |         |                  |
| Клаксвік       | 3:0     | Фуглафйордур (2) |
| ГБ Торсгавн    | 2:1     | АБ Аргир         |
| Творойрі (2)   | 1:4     | 07 Вестур        |
| Б36 Торсгавн   | 0:2     | Вікінгур         |

## 1/2 фіналу
| Команда 1               | Заг. | Команда 2   | 1-й матч | 2-й матч |
| ----------------------- | ---- | ----------- | -------- | -------- |
| 7 вересня/5 жовтня 2022 |      |             |          |          |
| Вікінгур                | 3:2  | ГБ Торсгавн | 2:2      | 1:0      |
| 07 Вестур               | 2:6  | Клаксвік    | 2:2      | 0:4      |

## Фінал
| Команда 1      | Рахунок | Команда 2 |
| -------------- | ------- | --------- |
| 29 жовтня 2022 |         |           |
| Клаксвік       | 0:1     | Вікінгур  |